# Topkapi (film)

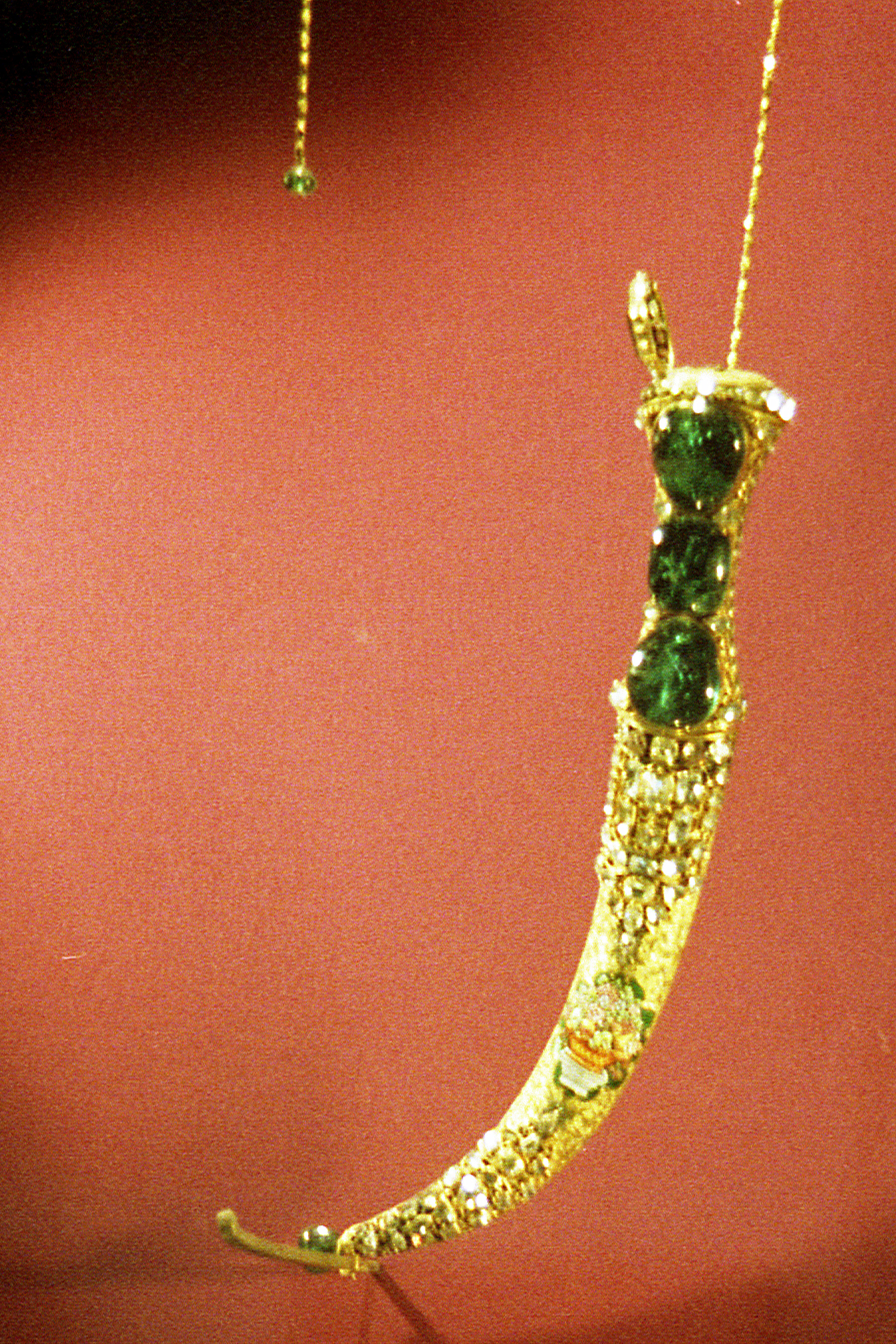
Pumnalul Topkapi de la Palatul Topkapi. Comandat inițial de Mahmud I pentru Nadir Shah.

Topkapi (titlul original: în engleză Topkapi) este un film de comedie polițistă american, realizat în 1964 de regizorul Jules Dassin, 
după romanul The Light of Day al scriitorului Eric Ambler, protagoniști fiind actorii Melina Mercouri, Peter Ustinov, Maximilian Schell și Robert Morley. 

## Rezumat
Nimfomana vicleană Elisabeth a pus gând rău pumnalului bătut cu smaralde al sultanului, dim Muzeul Palatului Topkapi. Împreună cu maestrul hoț Walter, aristocratul Cedric și artistul Giulio, ea îl angajează pe ruinatul globetrotter Arthur, pentru jaful planificat cu minuțiozitate militară. Arthur este interceptat de serviciile secrete turcești și fără să vrea, devine spion. Spargerea îndrăzneață de pe acoperișurile palatului din Istanbul are succes, iar sistemul de securitate este păcălit. Dacă n-ar fi fost o pasăre rătăcită...

## Distribuție
- Melina Mercouri – Elizabeth Lipp
- Peter Ustinov – Arthur Simon Simpson
- Maximilian Schell – Walter Harper
- Robert Morley – Cedric Page
- Jess Hahn – Hans Fisher
- Akim Tamiroff – Gerven, the cook
- Gilles Ségal – Giulio
- Titos Vandis – Harback
- Joe Dassin – Joseph
- Ege Ernart – Major Ali Tufan
- Senih Orkan – first shadow
- Ahmet Danyal Topatan – second shadow
- Despo Diamantidou – Voula

## Premii
- Premiul Oscar 1965 pentru cel mai bun actor în rol secundar lui Peter Ustinov

## Trivia
- 1966 Misiune imposibilă – producătorul Bruce Geller a recunoscut că a fost profund inspirat de Topkapi pentru episodul „pilot” din serialul său [2].
- 1996 Misiune imposibilă, un remake cinematografic de Brian De Palma a fost influențat și de filmul lui Jules Dassin,  ideea în care Ethan Hunt, interpretat de Tom Cruise, comite un furt în sediul CIA, în timp ce este suspendat de un cablu.[3]